# Роуздејл (Калифорнија)
Роуздејл (енгл. Rosedale) насељено је место без административног статуса у америчкој савезној држави Калифорнија.

## Демографија
По попису из 2010. године број становника је 14.058, што је 5.613 (66,5%) становника више него 2000. године.
| Група             | 2000.         | 2010.          |
| Белци             | 7.036 (83,3%) | 10.491 (74,6%) |
| Афроамериканци    | 103 (1,2%)    | 208 (1,5%)     |
| Азијати           | 115 (1,4%)    | 389 (2,8%)     |
| Хиспаноамериканци | 929 (11,0%)   | 2.495 (17,7%)  |
| Укупно            | 8.445         | 14.058         |